# Мороз, Сидор Митрофанович
Си́дор Митрофа́нович Моро́з (азерб. Sidor Mitrofanoviç Moroz, укр. Сидор Митрофанович Мороз; 24 декабря 1899, Екатеринославский уезд — 28 июня 1973, Баку) — советский азербайджанский виноградарь, Герой Социалистического Труда (1950).

## Биография
Родился 24 декабря 1899 года в селе Александровка Екатеринославского уезда Екатеринославской губернии (ныне село в Днепропетровской области Украины).
Участник Великой Отечественной войны.
С 1938 года — рабочий, с 1940 года — бригадир, агротехник виноградарского совхоза имени Низами города Кировабад. В 1948 году получил 141,7 центнеров с гектара винограда на высокоурожайном участке площадью 10,79 гектаров. В 1949 году получил урожай винограда 193,8 центнеров с гектара на площади 15,3 гектаров. Получение высоких урожаев винограда бригадой заключалось в применении современных, на тот момент, агротехнических методов — вноса навоза и азотистых удобрений. Ежегодно весной бригада вносила в землю 20 килограмм навоза на гектар, а азотистую подкорму бригада под руководством Мороза совершала летом.
Указом Президиума Верховного Совета СССР от 4 сентября 1950 года за получение высоких урожаев винограда на поливных виноградниках в 1949 году, Мороз Сидору Митрофановичу присвоено звание Героя Социалистического Труда с вручением ордена Ленина и золотой медали «Серп и Молот».
С 1968 года — пенсионер союзного значения. С 1969 года проживал в городе Баку, столице Азербайджанской ССР.
Скончался 28 июня 1973 года в городе Баку.